# قانا بایارسایخان
قانا بایارسایخان (مغولی: Ганаа Баярсайхан) بازیگر و مدل اهل مغولستان است. وی از سال ۲۰۱۴ میلادی تاکنون مشغول فعالیت بوده‌است.
از فیلم‌ها یا برنامه‌های تلویزیونی که وی در آن نقش داشته‌است، می‌توان به پیکی بلایندرز، حالا مستند!، اکس ماکینا، در انتظار بربرها، بن هور، زن شگفت‌انگیز اشاره کرد.